# Werner Rieß (Althistoriker)
Werner Rieß (* 8. August 1970 in Altötting) ist ein deutscher Althistoriker.
Werner Rieß studierte nach dem Abitur am König-Karlmann-Gymnasium in Altötting von 1990 bis 1996 die Fächer Geschichte, Germanistik und Romanistik an den Universitäten Augsburg und Tours. 1996 legte er das Erste Staatsexamen ab. Anschließend studierte er an der Universität Heidelberg, wo er von 1999 bis 2003 auch Wissenschaftlicher Mitarbeiter am Seminar für Alte Geschichte und Epigraphik war. Im Jahre 2000 wurde er in Heidelberg mit einer von Géza Alföldy betreuten Dissertation zu Apuleius und die Räuber. Ein Beitrag zur historischen Kriminalitätsforschung promoviert. Die Dissertation wurde mit dem Ruprecht-Karls-Preis der Universität Heidelberg ausgezeichnet.
Im Jahr 2002/03 forschte und lehrte er mit einem Feodor Lynen-Forschungsstipendium der Alexander-von-Humboldt-Stiftung an der Emory University in Atlanta. Von 2004 bis 2007 lehrte Rieß als Assistant Professor am Department of Classics der University of North Carolina at Chapel Hill, von 2007 bis 2011 war er dort Associate Professor. Von 2007 bis 2008 verbrachte er mit einem Forschungsstipendium am Center for Hellenic Studies in Washington, D.C. 2008 habilitierte er sich an der Universität Augsburg mit einer von Gregor Weber betreuten Arbeit zum Thema The Social Drama of Violence. A Cultural History of Interpersonal Violence in Fourth-Century BC Athens.
Zum Wintersemester 2011/2012 wurde er als W2-Professor für Alte Geschichte an die Universität Hamburg berufen, in Nachfolge von Christoph Schäfer. Einen Ruf an die Katholische Universität Eichstätt auf eine W3-Professur für Alte Geschichte hat Rieß 2012 abgelehnt; er wurde daraufhin in Hamburg zum W3-Professor für Alte Geschichte ernannt. Seit Juni 2022 ist er Erster Vorsitzender der Mommsen-Gesellschaft.
Seine Forschungsinteressen umfassen die Kultur- und Mentalitätsgeschichte des Klassischen Athen, die Sozialgeschichte der Römischen Kaiserzeit, die Zweite Sophistik (besonders Apuleius) sowie Formen von Konflikt, Gewalt und Kriminalität in der griechisch-römischen Antike.

## Schriften (Auswahl)
Monographien
- Apuleius und die Räuber. Ein Beitrag zur historischen Kriminalitätsforschung (= Heidelberger Althistorische Beiträge und Epigraphische Studien. Band 35). Steiner, Stuttgart 2001, ISBN 3-515-07826-6.
- Performing Interpersonal Violence. Court, Curse and Comedy in Fourth-Century BCE Athens. De Gruyter, Berlin 2012, ISBN 978-3-11-024559-2 (Rezension).

Herausgeberschaften
- Paideia at Play. Learning and Wit in Apuleius (= Ancient Narrative. Supplementum 11). Barkhuis Publisher, Groningen 2008, ISBN 978-90-77922-41-5.
- mit Sabine Panzram und Christoph Schäfer: Menschen und Orte der Antike. Festschrift für Helmut Halfmann zum 65. Geburtstag (= Pharos. Band 34). Leidorf, Rahden (Westfalen) 2015, ISBN 978-3-86757-262-0.
- mit Garrett G. Fagan: Topography of violence in the greco-roman world. University of Michigan Press, Ann Arbor 2016, ISBN 0-472-11982-6.
- Colloquia Attica. Neuere Forschungen zur Archaik, zum athenischen Recht und zur Magie (= Hamburger Studien zu Gesellschaften und Kulturen der Vormoderne. Band 4). Steiner, Stuttgart 2018, ISBN 978-3-515-12108-8.
- Colloquia Attica II. Neuere Forschungen zu Athen im 5. Jahrhundert v. Chr. (= Hamburger Studien zu Gesellschaften und Kulturen der Vormoderne. Band 12). Steiner, Stuttgart 2021, ISBN 978-3-515-12894-0.
- Colloquia Attica III. Neuere Forschungen zu Athen im 4. Jahrhundert v. Chr. (Dys-)Funktionen einer Demokratie (= Hamburger Studien zu Gesellschaften und Kulturen der Vormoderne. Band 16). Steiner, Stuttgart 2021, ISBN 978-3-515-13067-7.